# A. Zuntz sel. Wwe.

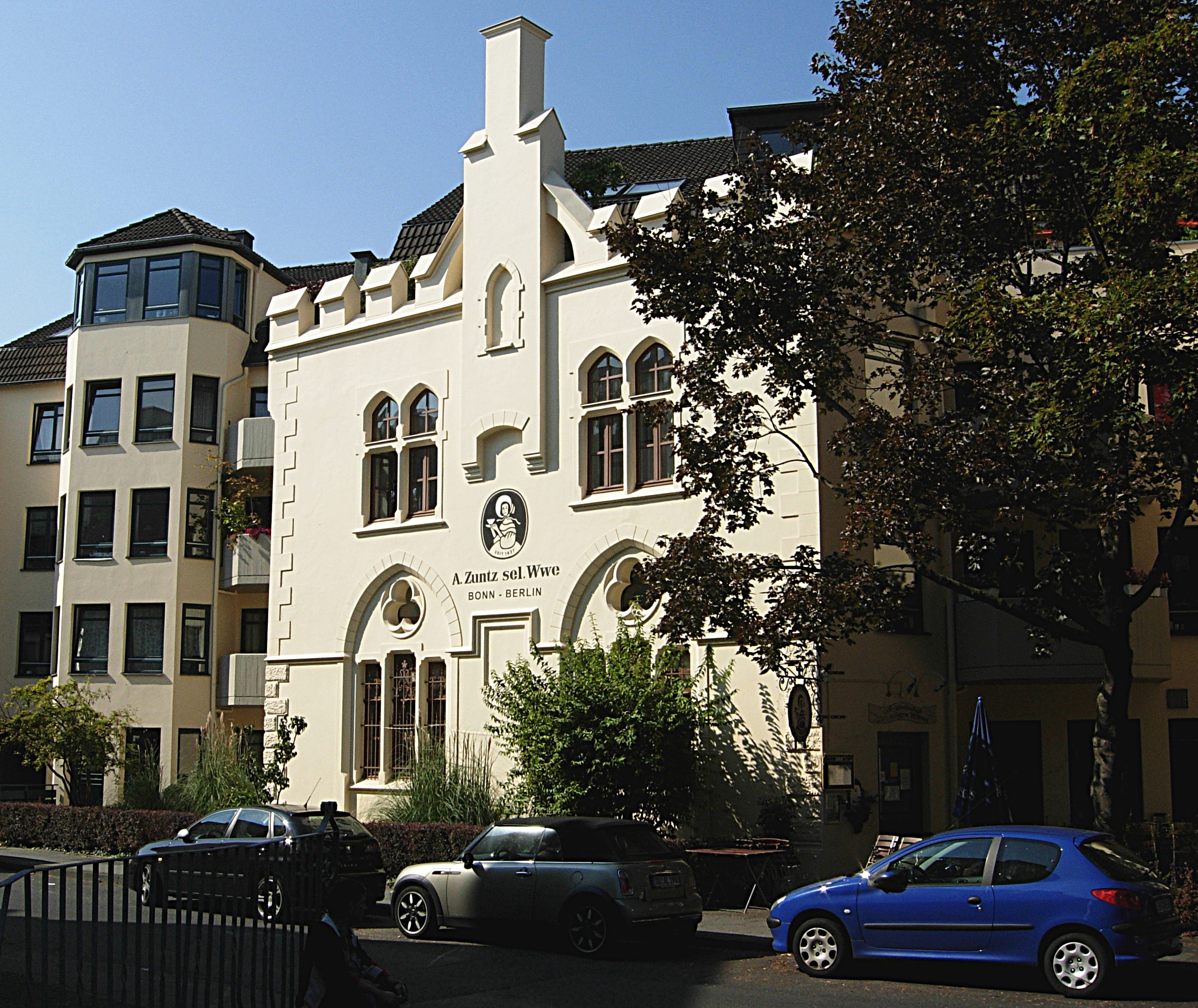
Die noch erhaltene Fassade der Kaffeerösterei Zuntz in Bonn-Südstadt, Königstraße 78

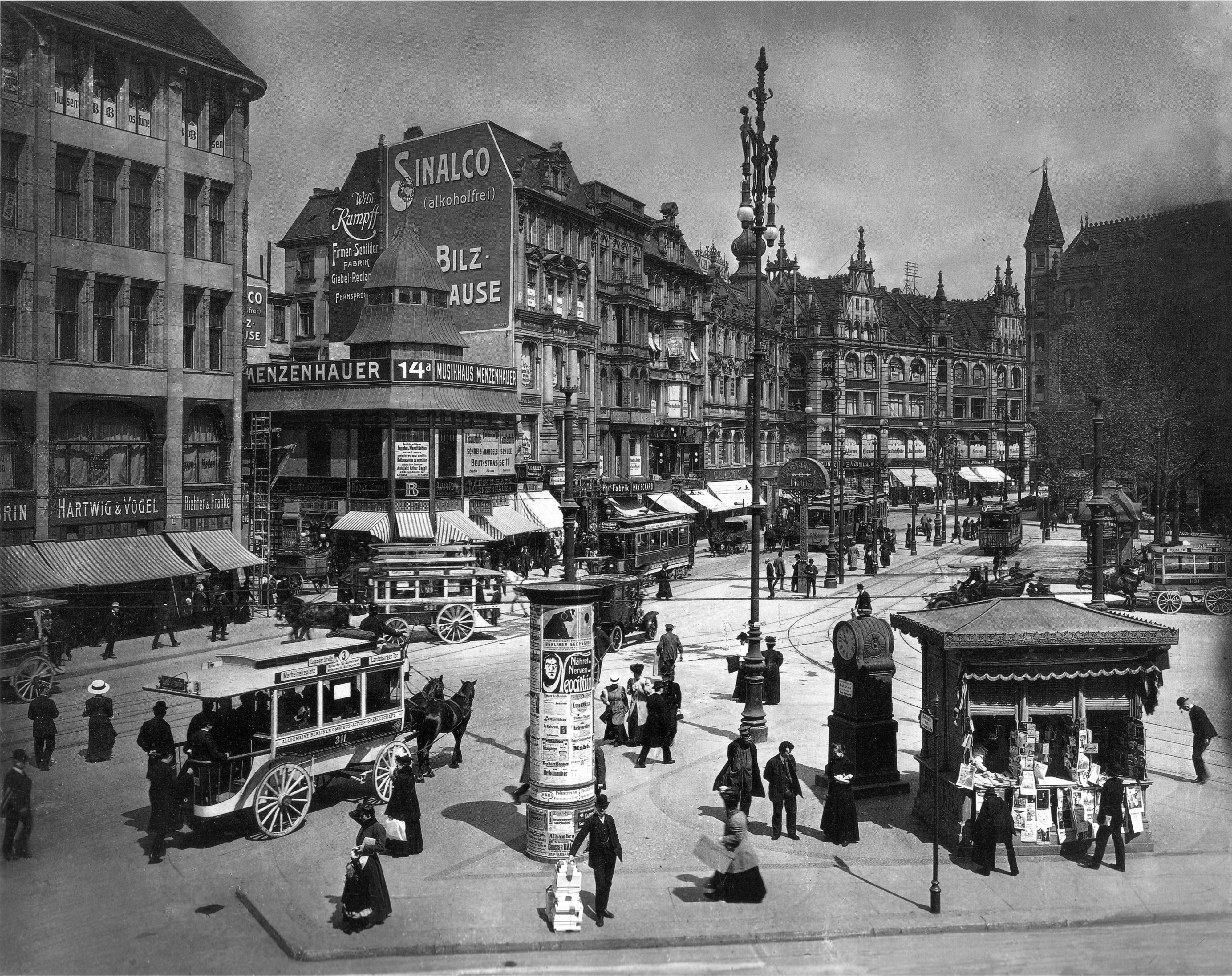
Das Kaffeegeschäft am Spittelmarkt in Berlin, 1909: im Erdgeschoss unter dem linken der beiden Fassadengiebel des Gebäudes in der rechten Bildhälfte

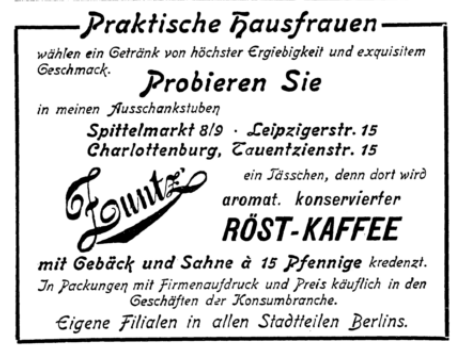
Werbung (1912)

A. Zuntz sel. Wwe. war ein Kaffeeröst- und Handelsunternehmen mit Sitz in Bonn und später Berlin. Das 1837 gegründete Unternehmen entwickelte sich vom Stammsitz Bonn aus zur größten Kaffeerösterei Deutschlands und zu einem bedeutenden Anbieter von Konsumgütern mit einer deutschlandweit bekannten Marke und bestand knapp 150 Jahre. Nach der Machtergreifung durch die Nationalsozialisten wurde das Unternehmen arisiert. Im Zweiten Weltkrieg wurden große Teile des Gebäudebestandes zerstört; in der Nachkriegszeit übernahm der Dallmayr-Konzern das Unternehmen und führt die Marke bis heute fort.

## Geschichte
Amschel Herz Zuntz (1778–1814) hatte 1813 seine Kusine Rachel, geb. Hess geheiratet. Sie war die Tochter von Nathan David Hess (1756–1837), der seit 1783 in Bonn in der Judengasse ein Kaffee- und Kolonialwarengeschäft betrieb. Amschel Zuntz starb bereits im Jahr nach der Hochzeit, das gemeinsame Kind des Ehepaars wurde erst nach seinem Tod geboren. Die Witwe zog mit dem Sohn, Leopold, in das elterliche Haus nach Bonn. Nachdem der Vater 1837 gestorben war, übernahm die nicht wieder verheiratete Rechel den väterlichen Betrieb und führte das Unternehmen unter A. Zuntz seel. Wb., was ausgeschrieben „die Witib des seeligen Amschel Zuntz“ bedeutete. Die Firma wurde bald geändert in A. Zuntz sel. Wwe. wobei die Marke mundartlich meist als „selige Witwe“ bezeichnet wurde. In der Bonner Gewerbeliste war Rechel Zuntz als „Spezereihändlerin“ eingetragen.
Im Jahr 1840 wurde der Betrieb von der Judengasse in die Hundsgasse 14 (heute: Belderberg) verlegt. Die Kaffeerösterei wurde bald zum Hauptzweck des Unternehmens. Anfang der 1850er Jahre entwickelte Zuntz eine neue Kaffeespezialität, den „kandierten Kaffee“. Beim Röstvorgang wurde Zucker zugefügt, der auf den Bohnen karamellisierte. Die wirtschaftliche Situation des Unternehmens blieb bis Ende der 1860er Jahre schwierig. 1874 starb die Gründerin; ihr Sohn hatte die Leitung des Betriebes schon vorher übernommen. Er starb wenige Monate nach der Mutter.

### Expansion
Unter den Söhnen von Leopold Zuntz, Albert (1849–1881) und Josef (1858–1901), expandierte das Unternehmen überregional. 1879 wurde eine Filiale in Berlin eröffnet, 1889 in Hamburg. Im Jahr 1887 erhielt Zuntz ein Patent auf Herstellung eines Kaffeekonzentrats. Auf der Nahrungsmittelausstellung Amsterdam 1887 erhielt Zuntz eine Silbermedaille und auf der Kochkunstausstellung in Leipzig 1883 eine weitere Auszeichnung. Ab den 1890er Jahren führte das Unternehmen verschiedene Hoflieferanten-Titel auf seinem Briefpapier: von Herzog Ernst von Sachsen-Coburg, Herzog Georg von Sachsen-Meiningen, Prinz Wilhelm von Preußen und des Kaisers und Königs. In Anzeigen wurde mit einer Empfehlung von Justus von Liebig geworben.
Beauftragt von Josef Zuntz entstand Ende des 19. Jahrhunderts nach Plänen des Bonner Architekten Anton Zengeler die repräsentative Villa Zuntz in der Argelanderstraße 2 a als Sitz der Familie. Sie wurde zuletzt von Josefs jüngerem Bruder Richard (1863–1910) und dessen aus der Buchhändler- und Verlegerfamilie Cohen (später Bouvier) stammenden Frau Amalia Maria „Mimi“ (1872–1942) bewohnt, die nach Erhalt ihres Internierungsbefehls für das Endenicher NS-Sammellager für Bonner Juden Suizid beging. Vor der Villa erinnert ein 2014 verlegter Stolperstein an sie.
Unter Josef Zuntz wurden auch dessen jüngere Brüder David (1861–1913) und Richard (1863–1910) sowie die Schwiegersöhne Louis Sondermann und Albert Bing (1853–1931) am Unternehmen beteiligt. Im Jahr 1891 wurde der Unternehmenssitz nach Bonn-Poppelsdorf in den Grünen Weg 78 (heute Königsstraße) verlegt. Hier wurde nicht nur eine neue Rösterei mit Verwaltungsgebäude errichtet, sondern auch eine Anlage zur Zubereitung von Teemischungen von aus Indien und Ceylon importierter Ware. Das Gebäudeensemble im neugotischen Stil hatte der Architekt Anton Zengeler entworfen. Das Gelände wurde 1980 nach langen Auseinandersetzungen um denkmalschützerische Belange und Nachnutzung zu einer Anlage mit Luxuswohnungen („Chateau Gothique“) umgebaut, dabei blieben nur die Fassade und zwei Säle des Verwaltungsgebäudes erhalten, die denkmalgeschützt sind. Auch in den Niederlassungen in Hamburg und Berlin wurden Großröstereien eingerichtet. Überall im Deutschen Kaiserreich entstanden Verkaufszentralen, die Zuntz-Produkte an eine große Zahl von Genussmittel-Spezialgeschäften (Kaffee und Süßwaren) lieferten.
Kurz vor der Jahrhundertwende begann der Kaffeeröster, Filialen mit angegliederten Kaffeestuben einzurichten, nachdem er auf der Weltausstellung in Berlin-Treptow im Jahr 1896 mit einem auffälligen Ausschankpavillon in arabisch gestaltetem Stil großen Erfolg gehabt hatte. Die erste Kaffeestube in Berlin wurde 1898 am Spittelmarkt eingerichtet. Bis zum Ausbruch des Ersten Weltkriegs entstanden rund 30 solcher Kaffeestuben (auch in Potsdam, Dresden, Hannover und Köln), die die Marke noch bekannter machten.

### Zwischenkriegszeit
Nach dem Krieg übernahmen die Enkel von Leopold Zuntz, Albert (1889–1954) und August († 1967) die Geschäftsleitung. Während Albert den mittlerweile kleineren Betrieb in Bonn übernahm, baute August das Geschäft in Berlin aus. Er investierte in die Großhandelsaktivitäten und nahm auch eine Feingebäckproduktion auf. In seinem Auftrag schuf Julius Gipkens 1925 das Logo der Marke: das Bildnis einer Biedermeier-Dame mit Schutenhut, eine Reminiszenz an Rechel Zuntz. Eine entsprechend gekleidete Schauspielerin wurde auch bei Werbeaktionen, Eröffnungen von Kaffeegeschäften und Kaffeestuben der Firma in der Bonner Region eingesetzt. Die Rolle wurde seit Ende der 1940er Jahre bis etwa 1965 von Maria Floßdorf gespielt. Ende der 1920er Jahre wurden weitere Filialen in Hannover, Dresden und Antwerpen gegründet. Im Jahr 1934 bestand das Vertriebsnetz aus elf Filialen, 1930 Verkaufsstellen mit 17 Kaffeestuben und 2200 Sitzplätzen. 1925 war mit Marcus Kruss (1872–1962) neben August ein zweiter Gesellschafter in den Berliner Betrieb aufgenommen worden. Die beiden Gesellschafter traten als Kunstmäzene hervor, Kruss förderte die Brücke-Künstler und sammelte Werke von Emil Nolde, Karl Schmidt-Rottluff und Erich Heckel. In der Zeit des Nationalsozialismus versteckte er seine Sammlung in einem Zuntz-Lagerhaus, nach dem Krieg vermachte er sie den Bayerischen Staatsgemäldesammlungen; heute befindet sie sich in der Staatsgalerie Moderne Kunst.

### Nationalsozialismus und Arisierung
Nach der „Machtergreifung“ durch die Nationalsozialisten wurde das Unternehmen als jüdisches Eigentum erfasst. Obwohl Ende März 1933 der jüdische Gesellschafter August Zuntz zum stillen Teilhaber ohne Rechte erklärt und ein dritter Gesellschafter, das NSDAP-Mitglied Paul Kramer, aufgenommen wurde und somit offiziell eine Arisierung stattgefunden hatte, waren Zuntz-Filialen von der Judenboykott-Aktion des NS-Regimes am 1. April 1933 betroffen. Der Betrieb konnte aber fortgeführt werden und Zuntz leitete zunächst im Hintergrund die Geschäfte weiter. Am 21. Januar 1936 wurde im Unternehmen eine nationalsozialistisch geprägte Betriebsordnung eingeführt, die eine Mitgliedschaft in der Deutschen Arbeitsfront verlangte. Im Jahr 1937 wurde das 100-jährige Firmenjubiläum festlich begangen, an dem kein Mitglied der Familie Zuntz teilnehmen durfte. Zu dieser Zeit waren bei Zuntz rund 800 Personen beschäftigt.
Ein Ururenkel von Leopold Zuntz, Richard Berg (* 1911, spätere Namensänderung zu Rafael Tabor), der als Nachfolger von August Zuntz in fünfter Generation den Familienbetrieb hätte weiterführen sollen, war nach der Machtübernahme nach Palästina ausgewandert, er lebte später im Kibbuz Hasorea. August Zuntz floh kurz nach der Reichskristallnacht 1938 nach London, wo er erneut ein Kaffeegeschäft aufbaute. Andere Familienangehörige wurden deportiert, konnten ebenfalls fliehen oder nahmen sich das Leben.
Im Zweiten Weltkrieg wurden 40 Prozent der firmeneigenen Immobilien, darunter die Firmenzentrale am Magdeburger Platz 4 in Berlin zerstört. Von den 68 Filialen bestanden bei Kriegsende noch 14. Die Warenlager waren geplündert worden.

### Nach dem Zweiten Weltkrieg
Die Wiederaufnahme der Produktion nach dem Krieg gestaltete sich schwierig, da es an Rohstoffen, Kohle und Gas fehlte. Da die Bonner Filiale nicht beschlagnahmt worden war, konnte sie instand gesetzt und zur Herstellung eines Kaffeeersatzes, der „Zuntz Kaffee-Ersatzmischung“, aus Gerste und Zichorie genutzt werden. Trotz Bemühungen der Gesellschafter Marcus Kruss in Berlin und August Zuntz in London gelang es aber nicht mehr, das Unternehmen auf eine solide finanzielle Basis zu stellen. 1951 musste der Berliner Teil des Unternehmens an die Dallmayr-Gruppe verkauft werden, die es zunächst unter der Marke Zuntz weiterführte. Anfang der 1960er Jahre wurden in Berlin wieder 300 und in Bonn 80 Mitarbeiter beschäftigt. Nicht weit vom Kranzler entstand 1962 unter Dallmayr-Leitung nach Plänen von Otto Block das Café Zuntz im Zentrum am Kurfürstendamm 23/24. Anlässlich der Eröffnung verfasste der Komponist Günter Neumann (1913–1972) das Chanson „Zuntz selige Witwe 1962“. Kurze Zeit später übernahm Dallmayr auch die Unternehmensteile in Bonn, die dortige Niederlassung schloss 1976.